# Grand Prix automobile de France 1923
Le Grand Prix automobile de France 1923 est un Grand Prix automobile organisé à Tours, le 2 juillet 1923, par l'Automobile Club de France (ACF).

## Classement
| Pos. | no | Pilote              | Automobile         | Tours | Temps/Abandon                   |
| ---- | -- | ------------------- | ------------------ | ----- | ------------------------------- |
| 1    | 12 | Henry Segrave       | Sunbeam            | 35    | 6 h 35 min 19 s 6 (121,18 km/h) |
| 2    | 7  | Albert Divo         | Sunbeam            | 35    | 6 h 54 min 25 s 8               |
| 3    | 6  | Ernest Friderich    | Bugatti Type 32    | 35    | 7 h 0 min 22 s 4                |
| 4    | 2  | Kenelm Lee Guinness | Sunbeam            | 35    | 7 h 2 min 3 s                   |
| 5    | 10 | André Lefèbvre      | Voisin Laboratoire | 35    | 7 h 50 min 29 s 2               |
| Abd. | 14 | Carlo Salamano      | Fiat 805           | 32    | Moteur                          |
| Abd. | 5  | Arthur Duray        | Voisin Laboratoire | 29    |                                 |
| Abd. | 3  | Albert Guyot        | Rolland-Pilain     | 28    |                                 |
| Abd. | 15 | Henri Rougier       | Voisin Laboratoire | 19    |                                 |
| Abd. | 9  | Enrico Giaccone     | Fiat 805           | 16    | Moteur                          |
| Abd. | 18 | Prince de Cystria   | Bugatti Type 32    | 12    |                                 |
| Abd. | 1  | René Thomas         | Delage 2LCV        | 8     | Réservoir d'essence             |
| Abd. | 13 | Victor Hémery       | Rolland-Pilain     | 7     | Pompe à carburant               |
| Abd. | 4  | Pietro Bordino      | Fiat 805           | 7     | Moteur                          |
| Abd. | 16 | Pierre Marco        | Bugatti Type 32    | 3     |                                 |
| Abd. | 11 | Pierre de Vizcaya   | Bugatti Type 32    | 0     | Accident                        |
| Dsq. | 17 | André Morel         | Voisin Laboratoire | 8     |                                 |
| Np.  | 8  | Jules Goux          | Rolland-Pilain     |       |                                 |

Peugeot remporte une triple victoire catégorie « Tourisme » avec André Boillot en tête sur Peugeot Type 174S. 

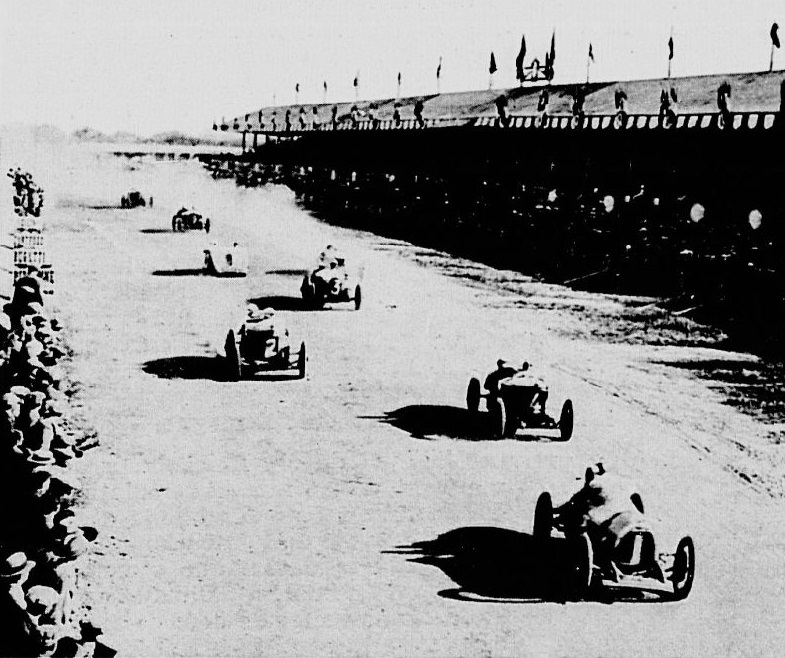
Le départ.
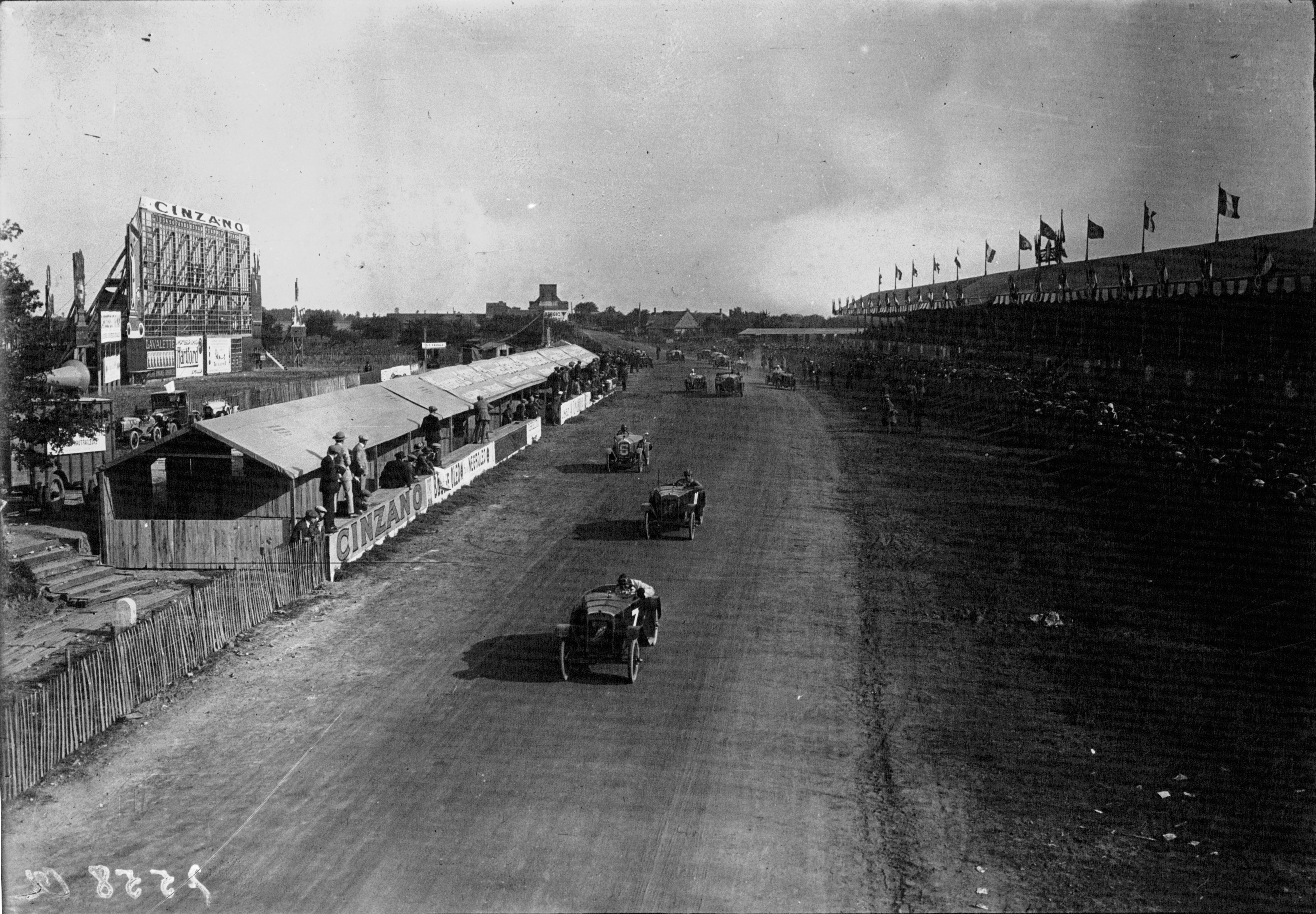
La ligne droite des stands.
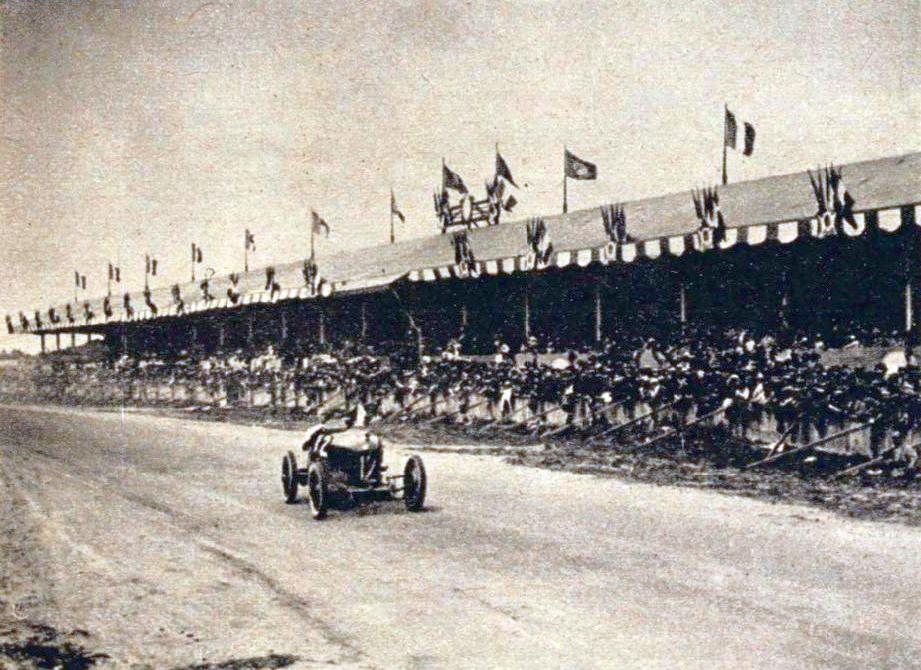
Henry Segrave victorieux sur Sunbeam Grand Prix (1923) (en).
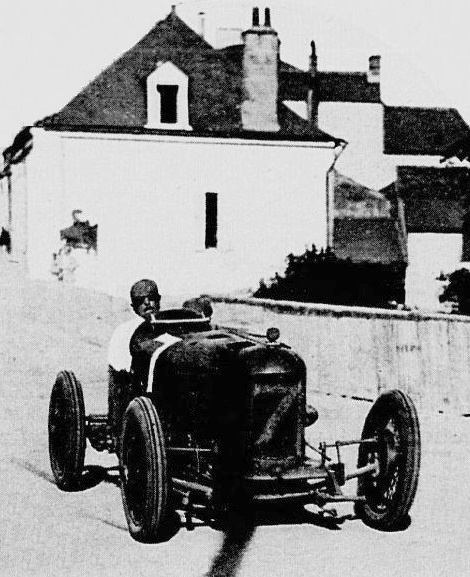
2e son coéquipier Albert Divo.
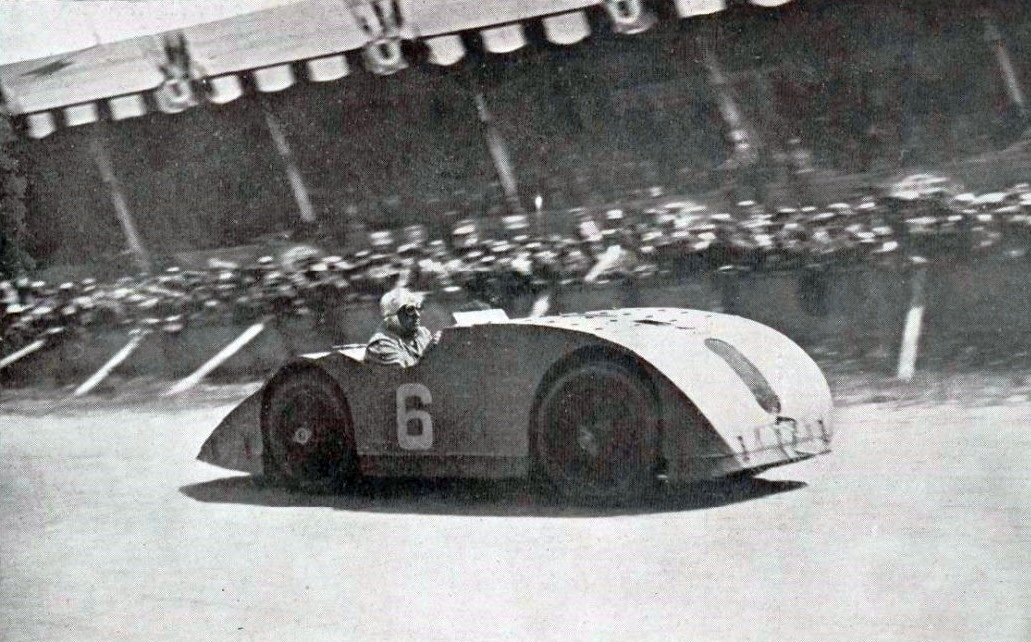
Ernest Friderich, 3e sur Bugatti Type 32

Pour la première fois, la transmissions d’ordres, la diffusion de discours ou la publicité en plein air, est assuré par les haut-parleurs de la « Société des Établissements Gaumont » (« S.E.G. »).

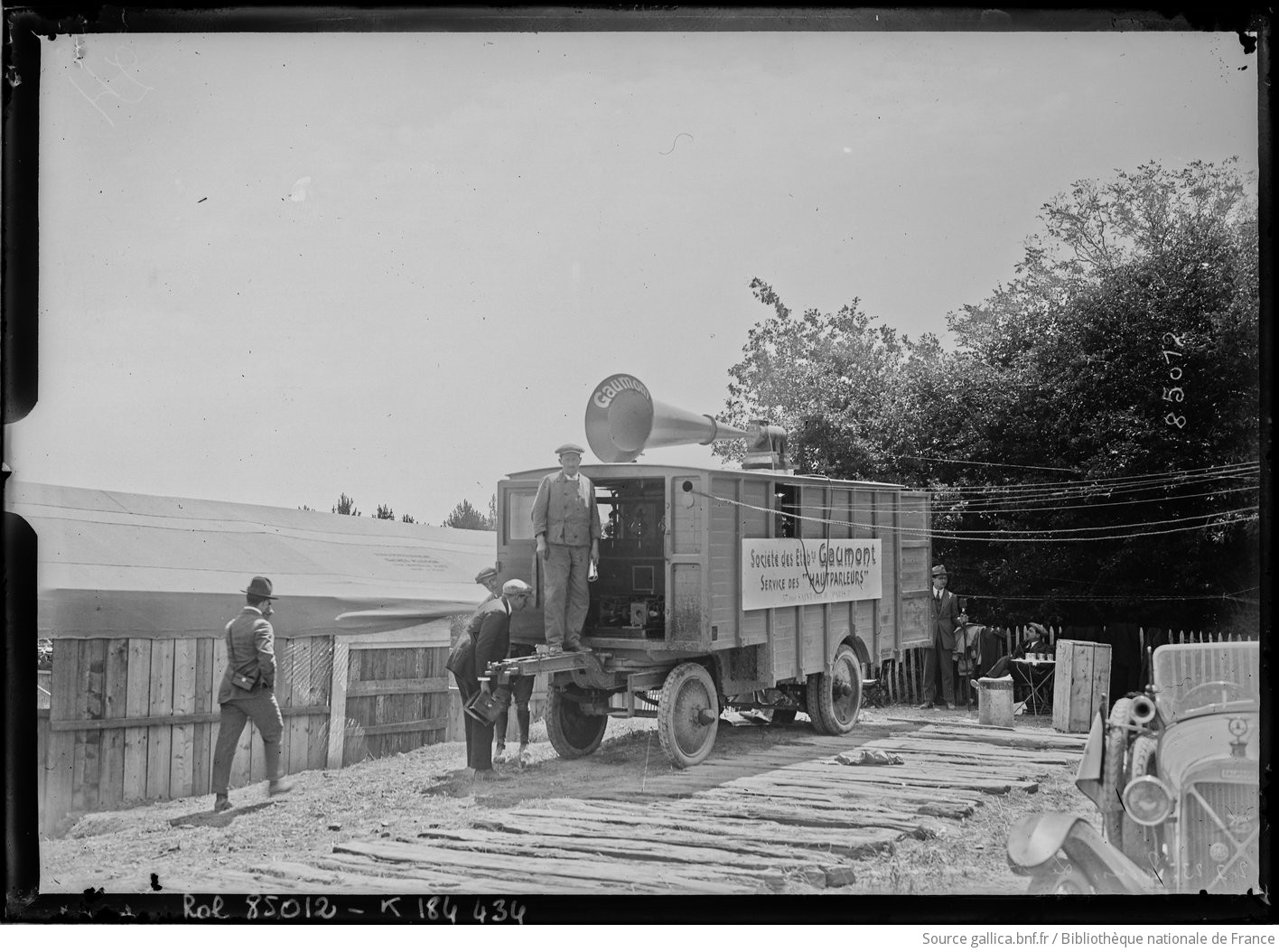
Camion Sono des établissements Gaumont

## Commémoration du Grand Prix de Tours
Chaque année au mois de juin, l'association Grand Prix de Tours organise une commémoration sur trois jours dont une démonstration en centre-ville de Tours le dimanche. Pour 2016, la commémoration quitte Tours pour Chinon.